# HyperCard

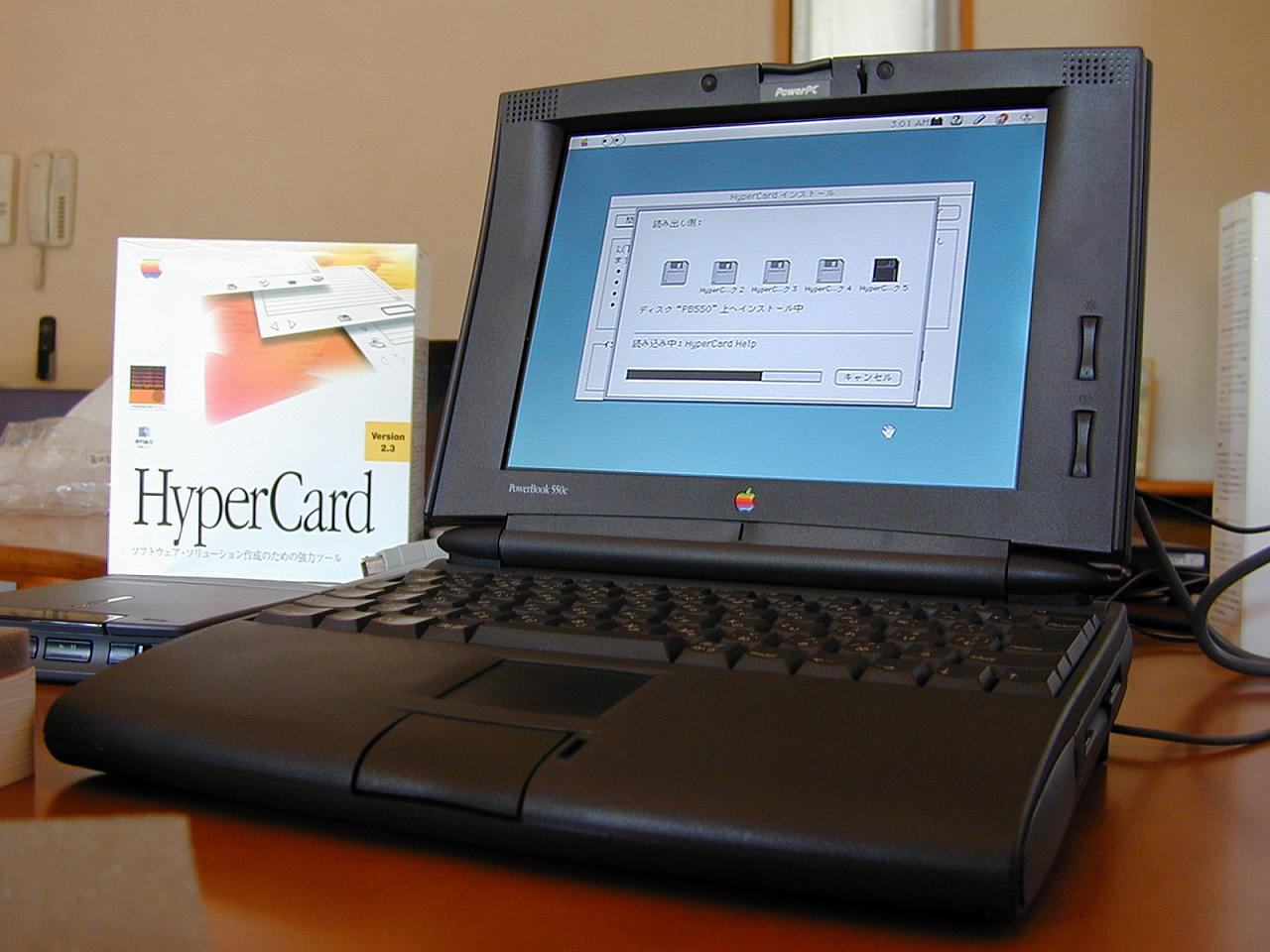
HyperCard auf einem PowerBook 550c (2001)

HyperCard ist eine Software für Hypertext mit eigenem Datenformat für eine alte Macintosh-Plattform.
HyperCard wurde von Bill Atkinson für das Unternehmen Apple entwickelt und im August 1987 an die Öffentlichkeit gebracht, und serienmäßig mit neuen Macintosh ausgeliefert. Für bereits verkaufte Rechner konnte das Programm nachgekauft werden und wurde das erste für größere Anwenderkreise nutzbare Autorensystem für Hypermedia. Mit der Übernahme von Version 2.0 durch Claris in den 1990ern kamen Macs nur noch mit dem Viewer, der für 50 US-Dollar nachgekauft werden konnte. Der volle Editor wurde als "HyperCard SDK" für 400 US-Dollar verkauft. Die Unterstützung für Rechnernetze durch HyperCard beschränkte sich auf das Senden von Nachrichten über Apple event ab HyperCard 2.1.
Ende der 1980er und Anfang der 1990er Jahre war HyperCard die bevorzugte Entwicklungsumgebung für Hypermedia-Lernsysteme.

## Geschichte
Bill Atkinson entwickelte für Apple bereits 1985 eine Notizblock-Anwendung namens QuickFile, in der Texte wie in einer Kartei erfasst und dargestellt werden konnten. Zusätzlich waren jedoch auch noch Querverknüpfungen möglich. Die konsequente Weiterentwicklung dieses Systems führte zwei Jahre später zu HyperCard.
Der Niedergang von HyperCard zeichnete sich im Jahr 1989 ab und war im Jahr 1994 besiegelt, als die Library of Congress von HyperCard auf HTML und das HTTP des World Wide Web umstellte. HyperCard war zum Scheitern verurteilt, weil es in der Kultur von Apple keine angemessene Aufgeschlossenheit für Netzwerktechnik gab.
Nach 1990 wurden verschiedene Anläufe unternommen, HyperCard weiterzuentwickeln. Unter Kevin Calhoun wurde HyperCard 3.0 bis zur Betaversion getrieben und 1996 an der jährlichen Worldwide Developers Conference (WWDC) in einer Auflage von 600 Stück verteilt. Neue Funktionen waren unter anderem vollständige Farbunterstützung und Internetkompatibilität.
Die neue Version wurde jedoch nicht veröffentlicht. Calhoun, die treibende Kraft hinter dem Release, verließ 2001 enttäuscht Apple. 2004 wurde der Verkauf von Version 2.4 durch Apple eingestellt. Die jüngste Ausgabe von HyperCard stammt aus dem Jahr 1998.
HyperCard wurde nicht mehr für Mac OS X portiert, lief aber in der Classic-Umgebung.

## Einsatzmöglichkeiten
Die integrierte Skriptsprache HyperTalk ermöglicht auch Programmieranfängern mit geringem Lernaufwand Anwendungen wie z. B. eine Lernsoftware für rechnerunterstützten Unterricht zu erstellen. Auch das weltweit erfolgreiche Computerspiel Myst wurde mit Hilfe von HyperCard entwickelt.
Das Einsatzspektrum von HyperCard reicht von einfach vernetzten Strukturen (Karteikarten mit Text) bis hin zu komplexen Datenbanken. Basisdokument ist jeweils der „Stapel“ (englisch Stack).

## Alternativen zu HyperCard
Folgende Nachfolgeprodukte zu HyperCard, die teilweise sogar noch alte HyperCard-Stapel einlesen können, und die HyperTalk-Skripte mit geringen oder keinen Änderungen ausführen können, gibt es:
- FreeCard (Java) – Open-Source-Projekt mit dem Ziel eines 100 % kompatiblen HyperCard-Klons.
- LiveCode – Es gibt Firmen, die Nachfolgeprodukte anbieten, die die alten HyperCard-Stapel einlesen können. Eines davon ist LiveCode (vormals DreamCard und Runtime Revolution), das mit identischen Daten nicht nur auf Macintosh-Rechnern, sondern auch unter Windows und Linux läuft. Es stellt damit eine leichtgewichtige Mehrplattform-Entwicklungsumgebung dar. Revolution basiert auf dem Produkt MetaCard, dessen Entwicklung eingestellt wurde. LiveCode wird auf den Desktop-Plattformen Macintosh, Windows und Linux entwickelt und eingesetzt und kann auf mobile iOS und Android-Smartphones und Tablets exportiert werden.
- SuperCard – Klon der HyperCard 1.x-Serie, 1989 von Bill Appleton erstellt als „ein besseres HyperCard“. Von Anfang an bot es Farb-Unterstützung und konnte HyperCard-Stapel einlesen. Das Programm wurde für Mac OS X revidiert und enthält einen HyperCard-Konverter. Eine Eigenheit von SuperCard war die Trennung in SuperCard und SuperEdit, um so Projekte zu ändern, ohne dabei Skripte versehentlich auszulösen.
- WildFire – Open-Source-Projekt mit dem Ziel eines HyperCard-Klons der größtenteils kompatibel und modernisiert ist.
- Oracle Media Objects – Früher als PLUS bzw. WinPlus entwickelter HyperCard-Klon, der auch unter Windows lief. (Eingestellt)
- ViperCard – Open-Source-Implementation von HyperCard als Web-Applikation.

Weitere Produkte basieren auf Strukturellen Ideen von HyperCard:
- Hyperstudio – Multimedia-Werkzeug für den Bildungsbereich mit Kartenstruktur. Programmierung findet in einer Logo-Variante statt.
- Macromedia Director – Animationsprogramm mit einer ursprünglich HyperTalk-verwandten Programmiersprache namens "Lingo". Die Sprache wurde mehr und mehr in Richtung JavaScript verändert, und das Objektmodell unterscheidet sich signifikant.
- mTropolis
- PythonCard – In Python geplante GUI-Umgebung unter Führung des HyperTalk-Entwicklers Dan Winkler.
- ToolBook der Firma SumTotal Systems.
- Webjets.io – Eine moderne HyperCard-Implementierung die Kollaboration und Publikation ermöglicht. Die Anwendung läuft im Browser und basiert auf Web-Technologien.